# THE つんくビ♂ト
THE つんくビ♂ト(ザ・つんくビート)は日本のバンド。

## メンバー
- つんく♂（シャ乱Q） - ボーカル・ギター
1968年10月29日生まれ。血液型B型。
- まこと（シャ乱Q） - ドラムス
1968年12月31日生まれ。血液型A型。
- こーじ（元LOWDOWN） - ギター
1970年生まれ。本名:鎌田浩二。
- つよし（元カメレオン） - ベース

### 脱退
- あつし（新堂敦士・元カメレオン） - ボーカル・ギター
血液型AB型。
- ゆーへい（元MIX-UP） - ギター
- SHIRO（元T・O・P） - キーボード

## 略歴
2002年、活動休止中であったシャ乱Qのまことが発起人となり、つんく♂とあつしを中心とし「すっぽんファミリー」のメンバー7人で結成。2月、ファーストシングル「すっごいね!」をリリース。同年3月、「THE つんくビ♂ト LIVE TOUR 2002 春 ～初クリック～」と題し全国ツアーを行う。
2003年、7月のライブ「つんく♂Presents ファン感謝祭2003」にて、あつし・ゆーへい・SHIROの3人の卒業（脱退）が発表された。8月のライブ「すっぽんNIGHT! ～つんく♂とあつし～」は、7人体制での最後の演奏となった。
2004年、2月、つんく♂個人名義のアルバム「TAKE1」が発売され、ファーストシングルである「すっごいね!」とカップリング曲「明日が来る前に」が収録された。それを記念した3月のライブ「TAKE1 LIVE ～春やねん！～」にはギターのこーじのみが出演。
オリジナル曲は、ファーストシングルに収録された「すっごいね!」と「OK!」、および未発売の「焼酎ロック～結婚しよう～」の3曲のみである。
ライブでは、オリジナル曲に加え、TOKIO、セブンハウス、モーニング娘。、松浦亜弥、えなりかずき、など、つんくのセルフカバー曲を中心に構成された。
2005年以降、一切の活動はない。

## ディスコグラフィー

### シングル
1. すっごいね! (2002/02/27)

### アルバム
1. TAKE1（2004年2月18日、EPCE-5266、つんく♂名義での発売)

### DVD
1. つんく♂ ファン感謝祭 2003 (2003年8月13日、ファンクラブ限定販売)
2. すっぽんNIGHT! ～つんく♂とあつし～ (2003年10月31日、ファンクラブ限定販売)
3. つんく♂ TAKE1 Live ～春やねん！～ (2004年、ファンクラブ限定販売)
4. つんく すっぽんライブラリー DVD-BOX 1（2004年12月29日、GFV-34001）